# Afrah Gomdi
Afrah Gomdi est une athlète handisport tunisienne, active principalement dans les épreuves de lancer dans la catégorie F40.
Elle participe aux Jeux paralympiques d'été de 2004 à Athènes, où elle remporte deux médailles d'or, respectivement au lancer du javelot et du poids. Elle remporte également une médaille d'argent au lancer du disque.